# Wavorly
Wavorly foi uma banda cristã de rock alternativo da gravadora Flicker Records de Tupelo, Mississippi. Estados Unidos.

## História
O caminho de Wavorly foi iniciado em 2001 com o nome de Freshman 15, e com este nome lançou dois álbuns independentes, depois de assinar com a gravadora Flicker Records o grupo mudou de nome vem de um local em Westpoint, Mississippi. 
Em 12 de junho de 2007 a banda Wavorly com este novo nome lança o álbum "Conquering the Fear of Flight", tocando em muitas radios cristãs com as cançôes "Madmen" e "Part One".

## Integrantes

### Atuais
- Dave Stovall - vocais, guitarra
- Seth Farmer - vocais, guitarra
- Matt Lott - contra-baixo
- Ryan Coon - teclado
- Jaime Hays - bateria

### Ex-integrantes
- Trey Hill - bateria (de 2001 a 2006)
- Dan Isbell - guitarra

## Discografia

### Como Freshmen 15
- Freshmen 15 (2002)
- Hi-5 Pedestrian (2004)

### Wavorly
- Conquering the Fear of Flight (Flicker Records, 2007)